# Conus daucus
Conus daucus é uma espécie de gastrópode do gênero Conus, pertencente à família Conidae.

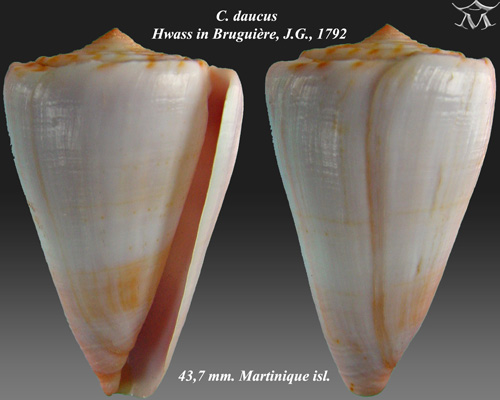
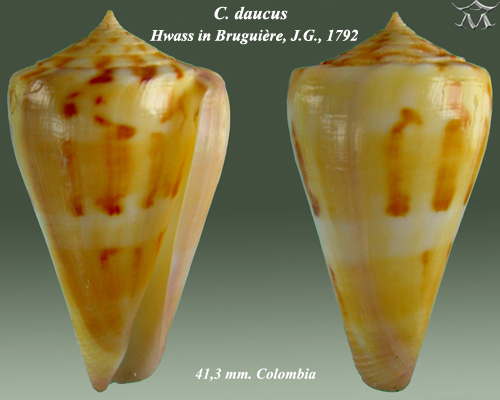